# Cantone di Verteillac
Il Cantone di Verteillac era una divisione amministrativa dell'Arrondissement di Périgueux.
A seguito della riforma approvata con decreto del 21 febbraio 2014, che ha avuto attuazione dopo le elezioni dipartimentali del 2015, è stato soppresso.

## Composizione
Il cantone comprendeva i comuni di
- Bertric-Burée
- Bourg-des-Maisons
- Bouteilles-Saint-Sébastien
- Cercles
- Champagne-et-Fontaine
- La Chapelle-Grésignac
- La Chapelle-Montabourlet
- Cherval
- Coutures
- Gout-Rossignol
- Lusignac
- Nanteuil-Auriac-de-Bourzac
- Saint-Martial-Viveyrol
- Saint-Paul-Lizonne
- La Tour-Blanche
- Vendoire
- Verteillac

## Storia
Il cantone di Verteillac, denominato in un primo tempo " cantone di Verteillat" fu creato nel 1790, insieme agli altri cantoni francesi. Esso fu subito annesso al distretto di Ribérac prima di far parte dell'omonimo, antico arrondissement, dal 17 febbraio 1800 al 10 settembre 1926, data di soppressione di quest'ultimo. Da questa data esso fu annesso all'arrondissement di Périgueux..

## Amministrazione

### Gemellaggi
L'insieme dei comuni del cantone di Verteillac è gemellato con il comune italiano di Fontanetto Po.